# Ибрагим I (Ширваншах)
Шейх Ибрагим I (1382—1417) — правитель Ширвана, основатель третьей династии ширваншахов — Дербенди, спас страну от нашествия Тамерлана.

## Вступление на престол
В начале 1380-х гг. кесранидская династия, правившая государством ширваншахов, полностью утратила свой авторитет, что было вызвано непосильными налогами и данью, которую приходилось платить более сильным соседям. В конечном итоге это вылилось в восстание мелких феодалов и крестьян против правящей знати. Во время этих событий ширваншах Хушенг был убит, а на престол был приглашён из округа Шеки шейх Ибрагим ибн Султан Мухаммад ибн Кейкубад, принадлежавший дербентской ветви династии ширваншахов. Он приходился Хушенгу двоюродным братом по отцу и до этого в течение нескольких лет скрывался в одной из деревень от преследования ширваншаха.
Существует следующее предание о том, как местные феодалы выдвинули Ибрагима I на престол:
Они отправились в путь к Ибрагиму с государевыми конями, что было атрибутом власти, и с послами, и нашли его спящим под деревом недалеко от вспаханной земельной борозды после утомительной пахоты. Они повели себя как государевы слуги, установили над ним шатёр и стали в сторонке, дожидаясь его пробуждения, после чего приветствовали его и принесли клятву верности. Привезли его в город (Шемаху) и посадили на трон, и он завоевал страны, справедливо правил своими подданными, завоевал их сердца, проявил щедрость. Он укрепил свои позиции, получил известность и прославился.

## Взаимоотношения с государством Тимура
В 1385(86) г. золотоордынский хан Тохтамыш с 90-тысячным войском пройдя через Ширван и опустошив ряд его городов, направился в сторону Тебриза. В 1388(89) и 1390 гг. монеты с именем Тохтамыша были чеканены в Баку, Шемахе и Шабране.
В 1387 г. войска Тимура вторглись на территорию Азербайджана (область южнее реки Аракс). Был разорен г. Тебриз, огромное число невинных людей были уничтожены, ремесленники, мастера разных профессий были увезены в плен для украшения и обустройства Самарканда. О его пребывании здесь свидетельствуют чеканенные в Баку в конце XIV в. серебряные и медные монеты от его имени.
Т.о. государство Ширван находилось «меж двух огней», и Ибрагим I не счёл возможным вступить в вооружённое противостояние со своими опасными врагами. Он предпочёл политику невмешательства и использования непримиримого соперничества, существовавшего между Тимуром и Тохтамышем. Вскоре он прибыл в ставку Тимура с большими дарами и выразил ему свою преданность.
Ширваншах принял участие в войнах, организованных Тимуром с Османским государством (1389—1405), и как вассал принял участие и в его последующем походе против Золотой Орды. В 1395 в битве на реке Терек
армия Тимура одержала убедительную победу. Так один из опасных противников, угрожавший государству с севера, был нейтрализован силами другого.
Таким образом Ибрагим I ограждал свою страну от неминуемых нападений и разрухи, и, не выплачивая Тимуру дани, как другие вассалы, завоевал себе положение государя, реально правившего своей страной. Благодаря этому войско Тимура обошло государство Ширваншахов, а хозяйству и населению был нанесен сравнительно небольшой урон.

## Независимый период
После смерти Тимура (1405) созданная им империя распалась. Ширван приобретает независимость. В это время в ряде городов вспыхивает восстание против Тимуридов. Во время войны между преемниками Тамерлана Ибрагим не остался в стороне от раздела великой империи — он сумел занять Гянджу и большую часть Карабаха. Эмир Яр Ахмад из племени караманлу в Карабахе, эмир Бестам Джагир из племени джагирлу, владетель Ардебиля вместе со своими войсками присоединились к Ибрагиму, который перейдя Куру, остановился в Барде. В это время сын Миран-шаха Мирза Умар потребовал от Ибрагима выдать ему эмира Бестам Джагира. Ибрагим дал уклончивый ответ: «Сейчас лето, когда зимой ваше высочество пожалует в Карабах, ваш раб доставит в высочайшую орду эмира Бестама». Этот ответ не понравился Мирза Умару и он выдвинулся с войсками, перейди реку Аракс, расположился в селении Баби (ныне село Бабы Физулинского района Азербайджана). Объединённые войска Шейха Ибрагима выдвинулись вперед и расположились на берегу реки Кура, стали ожидать соперника. Мирза Умар быстро подошёл и стал лагерем на противоположном берегу. Простояв неделю без боя, Мирза Умар согласился на мир и покинул Карабах.
Весной 1406 года в Тебризе происходит восстание жителей города. Во главе восстание стоял шейх Али Кассаб. В восставший Тебриз первым устремился Бестам Джагир, который в апреле 1406 года занял Тебриз. Шейх Ибрагим также выступил на Тебриз. Узнав об этом, Бестам покинул город и отправился в Ардебиль. В конце мая 1406 года Шейх Ибрагим вошёл в Тебриз. Вскоре он направился в сторону Уджана. Но вскоре в связи с возвращением Джелаирида Ахмада в Азербайджан, Ибрагим покидает город и отводит свои войска за реку Аракс.
Ибрагим принимает участие на стороне с Джелаиридами в войне с государством Кара Коюнлу. Шах отправляет своего сына Кайумарса вместе ширванскими войсками на помомошь Султану Ахмаду. Кара Юсуф предводитель Кара Коюнлу вблизи Тебриза захватил Кайумарса в плен. Однако позже освободил его, послав письмо его отцу с требованием принять власть Кара Коюнлу.
Ширваншах, заподозрив сына в измене и полагая, что он заключил с Кара Юсуфом тайное соглашение свергнуть отца и стать вассалом Кара Юсуфа, казнил своего сына.
В 1412 г. Кара Юсуф вторгся в Ширван. Ширваншах Ибрагим собрал большую армию, к нему присоединились правитель Шеки Сейид Ахмад и грузинский царь Константин XII. В ноябре 1412 года на реке Кура произошло крупное сражение, в результате которого союзники потерпели жестокое поражение, Ширваншах, 7 его сыновей и царь Константин XII попали в плен Кара Юсуфу.
Вскоре Ибрагим был освобожден Кара Юсуфом, получившим за него большой выкуп от тебризских купцов и ремесленников.
В 1413 г. ширваншах вернулся в Ширван, признав себя вассалом Кара Юсуфа. Однако вассалитет этот носил формальный характер, так как Ширваншах Ибрагим по-прежнему был полновластным правителем Ширвана от Шеки до Дербента, где он царствовал на протяжении 35 лет. Ибрагим поддерживал союзнические отношения и дружеские отношения с соседними странами, с Грузией и Дагестаном.

## Итоги царствования
Он значительно увеличил пределы своего государства, при нём Дербент с его округой и часть муганской степи входили в состав владений Ширваншаха.
С начала XV в. и до начала XVI в. страна освободилась от иноземного ига и с этого времени Ширван в течение почти 100 лет оставалась независимым государством, правители которого при Тимуридах начинают титуловать себя султанами. Его сын Халилл Уллах I (1417—1465) впоследствии продолжил политику своего предшественника.